# 巡逻警察
巡逻警察简称巡警，是被指派在特定地理区域内进行巡逻、监控的警察。巡逻警察定期在其分配的区域内移动，以检测或防止违法行为或任何形式的问题。
巡逻警察是最为公众熟知的警队单位，也是公众最常接触到的政府官员之一。他们的职责可能包括响应服务呼叫、逮捕嫌疑人、解决纠纷、开具罚单、撰写犯罪报告、执行交通执法、调查犯罪以及采取犯罪预防措施。巡逻警察通常是任何事件现场的第一响应者，他们的行动对调查结果以及他们自身和他人的生命安全可能产生重大影响。巡逻通常旨在进行社区警务，以改善警察与公众之间的关系。
巡逻警察可能步行巡逻，也可能驾驶车辆、船只、航空器或骑马，这取决于他们所分配的单位或其机构的能力。他们可能携带武器，可能穿制服或便衣。一项由坦普尔大学和费城警察局在2000年代中期进行的研究显示，步行巡逻比其他方法更能减少犯罪。

## 历史
1905年（光緒31年），清朝的巡警部成立，隸屬於民政部，並設立巡警學堂，與許多官名相同，巡警原為動詞，意思為巡查警備。明宣德元年(1426年)在城裡坊廂建立巡警鋪，使軍民守望相助防盗防火，巡警鋪有鋪舍，設有總甲位於火甲之下，按照制度要求是“不分官吏、軍民、旗校、匠役之家”，都要負担“輪流守望”的甲役。其發展於宋代軍巡舖、防隅巡警及唐代里防制的武侯舖。
1911年辛亥革命推翻清王朝统治后，北洋政府保留并加以完善了由袁世凯在清末建立的现代警察制度，正式将“巡警”改称“警察”，且借鉴和参考了欧洲，特别是德国警察机构的运行模式，使警察的职能、机构和警种更加趋于完善。

## 方式
现代警察的巡邏種類廣泛，包括徒步巡邏（foot patrol）、機動巡邏（mobile patrol）、水上巡邏（water patrol）及航空巡邏（aerial patrol）等，此外亦有高空巡邏（vertical patrol）、反罪惡巡邏（anti-crime patrol）、戰術巡邏（tactical patrol）及反恐巡邏（counter-terrorism patrol）等等，不同巡邏種類須由擁有相關專業知識及資歷的警員執行。
- 徒步巡邏：警察單位長期派駐警員於特定的地區執行，警員擁有固定的巡邏路線，周而復始地進行，由一至兩名警員執行。主要作用是讓警員可以更為深入了解該地區的情況、日常改變以及異常情況、接收情報、防止罪案發生以及以最機動性的速度回應召喚，並且到達案件或是罪案現場等等。
- 機動巡邏：通常由五名警員乘坐汽车（一人驾驶）執行或一名警员驾驶電單車執行。
- 高空巡邏：警察單位派駐警員於大廈的高處、特定位置或者天台進行巡邏檢查以及監視，主要用作針對爆竊案、毒品案及人群管制等[9]。
- 反罪惡巡邏：警察單位派駐警員於罪案黑點作巡邏，主要用作針對行劫及爆竊等罪行。
- 反恐巡邏：警察單位派駐特警於擁有潛在被恐怖襲擊的地區或地點執行，包括偵察爆炸品等[10]。

## 各地的巡邏警察
香港
- 軍裝巡邏小隊：徒步巡邏
- 水警總區：水上巡邏
  - 小艇分區：反罪惡巡邏
- 特別職務隊：高空巡邏
- 特遣隊：高空巡邏
- 警察機動部隊：反罪惡巡邏及高空巡邏
- 衝鋒隊：機動性巡邏及反罪惡巡邏
- 警犬隊：反罪惡巡邏及反恐巡邏
- 機場特警組：高空巡邏、機動性巡邏、水上巡邏、戰術性巡邏及反恐巡邏
- 反恐特勤隊：戰術性巡邏及反恐巡邏

 澳門
- 治安警察局特警隊：反罪惡巡邏

 美国
- 特種武器和戰術部隊：反恐巡邏